# Giorgio Puia
Giorgio Puia (ur. 8 marca 1938 w Gorycji) – włoski piłkarz występujący na pozycji pomocnika.

## Kariera klubowa
Puia urodził się w Gorycji. Swoją zawodową karierę piłkarską rozpoczął w 1958 r. w Triestina Calcio. W pierwszym sezonie tam spędzonym rozegrał tylko 2 mecze, jednak w następnym był podstawowym piłkarzem swojego klubu. Po 2 latach gry w drużynie Unione przeszedł do Lanerossi Vicenza. Występował tam przez 3 sezony. W każdym z nich występował w podstawowej jedenastce. Następnie, w 1963 r. przeniósł się do innego włoskiego klubu – AC Torino. W sezonie 1967/1968 zdobył wraz z nią Puchar Włoch w piłce nożnej. Ekipa Torino powtórzyła jeszcze ten sukces w sezonie 1970/1971, kiedy to wygrała z A.C. Milanem po rzutach karnych. Giorgio wystąpił wtedy w meczu finałowym. Po zakończeniu sezonu 1971/1972 Puia zakończył swą karierę. Łącznie w Serie A wystąpił w 333 meczach i 29 razy wpisał się na listę strzelców.

## Kariera reprezentacyjna
Puia w reprezentacji swojego kraju zadebiutował 11 listopada 1962 w wygranym 2-1 towarzyskim spotkaniu z Austrią. Dziesięć lat później został powołany przez selekcjonera Feruccio Valcareggiegio do 23-osobowej kadr na mundial. Na meksykańskich boiskach Włosi dotarli do finału, w którym ulegli 4-1 Brazylii a sam Giorgio nie zagrał w żadnym meczu. Łącznie w barwach narodowych rozegrał 7 spotkań.

## Sukcesy
AC Torino
- Puchar Włoch (2):1967/68, 1970/71